# Trần Thị Hương Giang
Pour les articles homonymes, voir Tran (homonyme).
Trần Thị Hương Giang, née le 14 janvier 1987 à Haiyang, est une mannequin vietnamienne.

## Biographie
En 2005, Trần Thị Hương Giang a fait ses études à l'université nationale de Hanoï. En 2007, elle a déménagé à Hô-Chi-Minh-Ville pour entrer à l'université national de Hô-Chi-Minh-Ville en journalisme.

## Élection Miss Hai Duong 2006
Le 26 juillet 2006, au palais des sports dans la province de Hai Duong, elle est couronnée Miss Hai Duong 2006.
Ses dauphines :
- 1re dauphine : Nguyễn Thanh Hương
- 2e dauphine : Vũ Thị Mai, candidate à Miss Vietnam 2006.

## Autres concours de beauté
En 2005, elle participe au concours Mlle Photogenic Vietnam et se classe dans le top 10.
Le 30 septembre 2006, à Nha Trang, elle a été élue 6e dauphine, au concours Miss Vietnam 2006 face à la candidate, Mai Phương Thúy. Elle a gagné le prix de la « meilleure coiffure »
Le 25 novembre 2009, elle est élue Miss Grand Slam Asia 2009. Elle est la première vietnamienne à avoir remporté le concours.
Le 12 décembre 2009, elle représente le Viêt Nam au concours de Miss Monde à Johannesburg, en Afrique du Sud et se classe au top 16. Le 25 novembre 2009, elle a atteint le top 12 au concours de Miss World Beach Beauty. Le 28 novembre 2009, elle est élue 2e dauphine au concours de Miss World Top Model.
Le 28 octobre 2007, à Hong Kong et en Chine, elle participe à Miss Asie mais ne gagne pas de prix.

## Vie privée
Le 23 octobre 2010, sur l'île de Phú Quốc, elle s'est mariée avec Liu Jia, originaire de Hubei (Chine) et employé d'une compagnie aérienne chinoise, après 2 ans de relation. Le 18 mars 2013, elle donne naissance à son premier enfant.